# Myrabolia lindensis
Myrabolia lindensis – gatunek chrząszcza z rodziny Myraboliidae.
Gatunek ten opisany został po raz pierwszy w 1892 roku przez Thomasa Blackburna. W 2008 roku Wioletta Tomaszewska i Stanisław Adam Ślipiński dokonali jego redeskrypcji w ramach rewizji taksonomicznej całego rodzaju.
Chrząszcz o podługowato-owalnym ciele długości od 2,23 do 2,56 mm, od 2,93 do 2,96 raza dłuższym niż szerokim. Oskórek porastają dość krótkie włoski. Ubarwiony jest jednolicie ciemnożółtawobrązowo. Głowa jest całkowicie prognatyczna. Czułki mają człony od trzeciego do piątego wyraźnie dłuższe niż szerokie, a te od szóstego do ósmego co najwyżej tak długie jak szerokie. Przedplecze ma delikatnie wyokrąglone z przodu i z tyłu oraz prawie proste pośrodku boki z karbowanymi listewkami i ostrymi ząbkami. Ostre ząbki leżą też w kątach tylnych przedplecza. Długość przedplecza wynosi od 0,79 do 0,83 jego szerokości. Wierzchołek wyrostka przedpiersia jest silnie rozszerzony, o falistej przedniej krawędzi. Szerokość owego wyrostka jest 1,7 raza większa niż rozstaw tychże bioder. Pokrywy są 1,76–1,8 raza dłuższe niż szerokie oraz mają ostro karbowane brzegi boczne na wysokości barków i ząbek w kątach przednich. Odległości między punktami w rzędach pokryw wynoszą od półtora– do dwukrotności ich średnicy. Na wyrostku międzybiodrowym śródpiersia występują umiarkowanie grube punkty oddalone od siebie o 0,5–1 swojej średnicy. Genitalia samca charakteryzują się niemal walcowatymi paramerami.
Owad endemiczny dla Australii, znany z Australii Południowej, Nowej Południowej Walii oraz Wiktorii. Osobniki dorosłe poławiano we wrześniu–październiku i kwietniu.